# Dactylolabis novaezemblae
Dactylolabis novaezemblae är en tvåvingeart som först beskrevs av Alexander 1925.  Dactylolabis novaezemblae ingår i släktet Dactylolabis och familjen småharkrankar. Inga underarter finns listade i Catalogue of Life.